# Kaktusblomman
Kaktusblomman (engelska: Cactus Flower) är en amerikansk komedifilm från 1969 i  regi av Gene Saks. I huvudrollerna ses Walter Matthau, Ingrid Bergman och Goldie Hawn. 

## Handling
Walter Matthau spelar tandläkaren Julian Winston som lurat i sin unga älskarinna Toni (Goldie Hawn) att han är gift och har tre barn, eftersom han tror att hon då skall vara mer lätthanterlig. Det fungerar tills han missar en dejt med henne, varpå hon ser sin situation på ett nytt sätt och försöker ta livet av sig. Winston vill blidka henne genom att skilja sig från sin fru - som han alltså inte har. När Toni i viss samvetsnöd kräver att få träffa hans fru för att försäkra sig om att frun också vill skiljas, övertalar Winston sin alldagliga men trogna tandsköterska Stephanie (Ingrid Bergman) att spela den rollen.

## Rollista i urval
- Walter Matthau - Dr. Julian Winston
- Ingrid Bergman - Stephanie Dickinson, tandsköterska
- Goldie Hawn - Toni Simmons, Dr. Winstons flickvän
- Jack Weston - Harvey Greenfield
- Rick Lenz - Igor Sullivan, författare
- Vito Scotti - Señor Arturo Sánchez, diplomat
- Irene Hervey - Mrs. Durant
- Eve Bruce - Georgia
- Irwin Charone - Tonis chef